# 吴桥杂技大世界
吴桥杂技大世界，位於中華人民共和國河北省滄州市吳橋縣，是充分发挥吴桥“杂技之乡”优势，在吴桥建造的一个游乐场所，也为吴桥县业余杂技艺人提供了一个表演和谋生的场所。
吴桥杂技大世界建于1993年，于同年11月26日正式开放，占地达41公顷。主要景点包括：
- 江湖文化城，都是以前跑江湖的艺人表演的节目，如吞刀，绷断钢丝，手砸石头等硬气功，爬高竿等；
- 杂技奇观宫，是现代室内杂技，如空中飞人等；
- 魔术迷幻宫，以魔术为主；
- 民俗风情园，民间杂技，如用鼻子吹唢呐等；
- 滑稽动物园，丑角马戏；
- 马戏游乐园，大马戏等。